# Feist (zpěvačka)
Leslie Feist (*13. února 1976 Amherst, Nova Scotia) je kanadská zpěvačka a muzikantka, která je známá jako Feist. Během udílení cen Juno Awards 6. dubna 2008 získala pět prestižních cen, včetně ceny pro album, umělce a singl roku. Za své poslední album The Reminder obdržela čtyři nominace na prestižní cenu Grammy Award, ale žádnou neproměnila ve vítězství.

## Diskografie

### Alba
| Rok  | Album                                                                         | Umístění | Umístění | Umístění |
| Rok  | Album                                                                         | KAN      | USA      | UK       |
| ---- | ----------------------------------------------------------------------------- | -------- | -------- | -------- |
| 1999 | Monarch (Lay Your Jewelled Head Down) - 1. studiové album - Vydáno: září 1999 | -        | -        | -        |
| 2004 | Let It Die - 2. studiové album - Vydáno: 18. května 2004                      | -        | -        | -        |
| 2006 | Open Season - Kompilace - Vydáno: duben 2006                                  | -        | -        | -        |
| 2007 | The Reminder - 3. studiové album - Vydáno: 23. dubna 2007                     | 2        | 16       | 28       |
| 2011 | Metals                                                                        | -        | -        | -        |
| 2017 | Pleasure                                                                      | -        | -        | -        |

### Singly
- „Mushaboom“ (2004)
- „One Evening“ (2004)
- „Inside and Out“ (2005)
- „Secret Heart“ (2006)
- „My Moon My Man“ (2007)
- „1234“ (2007)
- „I Feel It All“ (2008)